# Eva Lacheray
Eva Lacheray (Montbéliard, 11 de marzo de 2000) es una deportista francesa que compite en esgrima, especialista en la modalidad de florete.
Ganó una medalla de plata en el Campeonato Mundial de Esgrima de 2025 y dos medallas en el Campeonato Europeo de Esgrima de 2025.
Participó en los Juegos Olímpicos de París 2024, ocupando el quinto lugar en la prueba por equipos.

## Palmarés internacional
| Campeonato Mundial | Campeonato Mundial | Campeonato Mundial | Campeonato Mundial  |
| Año                | Lugar              | Medalla            | Prueba              |
| ------------------ | ------------------ | ------------------ | ------------------- |
| 2025               | Tiflis (Georgia)   | Medalla de plata   | Florete por equipos |
| Campeonato Europeo |                    |                    |                     |
| Año                | Lugar              | Medalla            | Prueba              |
| 2025               | Génova (Italia)    | Medalla de oro     | Florete individual  |
| 2025               | Génova (Italia)    | Medalla de plata   | Florete por equipos |